# Lo Li-wen
Lo Li-wen (chinesisch 羅立文 / 罗立文, Pinyin Luo Liwen; * 10. Juli 1978 in Neu-Taipeh) ist ein taiwanischer Poolbillardspieler.

## Karriere
Im Januar 2007 verlagerte er seine Karriere nach Japan und tritt seit April 2009 für den japanischen Poolbillardverband an.
Nachdem Lo Li-wen bereits 2001 beim Tokyo 9-Ball Event und 2009 bei den China Open Siebzehnter geworden war, erreichte er beim World Pool Masters 2010 die Runde der letzten 32 und unterlag dort dem Amerikaner Charlie Williams nur knapp mit 8:9. Im Oktober 2010 gelangte er bei der 14/1-endlos-WM ins Achtelfinale und wurde bei den US Open Neunter. Im Mai 2011 erreichte Lo das Sechzehntelfinale der 10-Ball-Weltmeisterschaft und unterlag dort dem Chinesen Wu Jiaqing mit 8:9. Bei der 9-Ball-WM 2011 schied er in der Runde der letzten 32 gegen Venancio Tanio aus. Im Februar 2012 verlor Lo bei der 8-Ball-WM in der Runde der letzten 64 gegen den Deutschen Oliver Ortmann. Bei der 9-Ball-WM 2012 erreichte Lo das Sechzehntelfinale, in dem er dem Taiwaner Ko Pin-yi mit 10:11 unterlag. Im November 2012 erreichte er bei den Japan Open das Achtelfinale. Im September 2013 gelang ihm bei der 9-Ball-WM erstmals der Einzug ins Achtelfinale, das er gegen den Engländer Karl Boyes mit 10:11 verlor. Nachdem Lo bei der 9-Ball-WM 2014 bereits in der Runde der letzten 64 ausgeschieden war, erreichte er bei den Japan Open 2014 das Achtelfinale, in dem er gegen Raymund Faraon, den späteren Sieger des Turniers ausschied. Im November 2015 zog er ins Viertelfinale der Japan Open ein und unterlag dort dem späteren Turniersieger Johann Chua nur knapp mit 9:11.
Lo nahm bislang zweimal am World Cup of Pool teil. Dabei erreichte er 2011 gemeinsam mit Yukio Akakariyama das Achtelfinale und 2013 mit Naoyuki Ōi das Viertelfinale.